# 38 Dywizja Strzelecka Wojsk Konwojujących NKWD
38 Dywizja Strzelecka Wojsk Konwojujących NKWD (ros. 38-я дивизия конвойных войск НКВД СССР) – jedna z dywizji piechoty wojsk NKWD z okresu II wojny światowej a także lat powojennych.

## Historia
Została sformowana w marcu 1942 w Nowosybirsku. Rozwiązana w lipcu 1951.